# Pierre Dupuy (diplomate)
Pour les articles homonymes, voir Pierre Dupuy et Dupuy.
 (mai 2017).
Si vous disposez d'ouvrages ou d'articles de référence ou si vous connaissez des sites web de qualité traitant du thème abordé ici, merci de compléter l'article en donnant les références utiles à sa vérifiabilité et en les liant à la section « Notes et références ».
Pierre Dupuy (né le 9 juillet 1896 à  Montréal et mort le 21 mai 1969, Cannes) est un avocat et diplomate canadien, 

## Biographie
Né en 1896, il étudia le droit à l’Université de Montréal et à la Sorbonne, à Paris. En 1922, il entra au service diplomatique canadien à Paris, où il resta jusqu’en 1942. Il fut muté à Londres auprès des différents gouvernements en exil. Il fut ensuite ambassadeur aux Pays-Bas de 1945 à 1952, puis en Italie jusqu’en 1958 et en France jusqu’à sa retraite du corps diplomatique en 1963. Il fut alors nommé commissaire général de l’Exposition universelle de 1967. On lui décerna l’Ordre du Canada en 1967. Il est mort en 1969[réf. nécessaire].